# 權英國
權英國（1963年8月15日—），本貫安東權氏，大韓民國政治人物，2025年大韓民國總統選舉民主勞動黨代表候選人。

## 生平
權英國中學就讀浦項製鐵工業高等學校，曾擔任人權和勞工領域的律師，得到「街頭律師」的稱號，2016年、2020年及2024年三次參選韓國國會均落選。2025年代表民主劳动党参选总统，以0.98%得票率落选。